# Eurema pyro
Espèce
Eurema pyro est un insecte lépidoptère de la famille des Pieridae, de la sous-famille des Coliadinae et du genre Eurema.

## Dénomination
Eurema pyro a été décrit par Jean-Baptiste Godart en 1819 sous le nom initial de Pieris pyro.
Synonyme : Colias hyona Ménétriés, 1832.

## Écologie et distribution
Eurema pyro est présent à Haïti.

### Protection
Pas de statut de protection particulier.